# Liste der Naturdenkmale in Hamm am Rhein
Die Liste der Naturdenkmale in Hamm am Rhein nennt die im Gemeindegebiet von Hamm am Rhein ausgewiesenen Naturdenkmale (Stand 29. Februar 2024).

## Naturdenkmale
| Nr.         | Bezeichnung                  | Lage                                                  | Beschreibung              | Bild                                    |
| ----------- | ---------------------------- | ----------------------------------------------------- | ------------------------- | --------------------------------------- |
| ND-7331-374 | Eiche auf dem Landdamm       | Landdamm, gegenüber Nr. 52 Lage                       | Quercus sp.               | Direkt Bild zu diesem Denkmal hochladen |
| ND-7331-375 | Eiche auf der Gemeindewiese  | östlich des Ortes am Rheinufer Lage                   | Quercus sp.               | Direkt Bild zu diesem Denkmal hochladen |
| ND-7331-452 | Drei Eichen am Schwarzen Ort | nordöstlich des Ortes; Flur Vordere Rheinteilung Lage | Quercus robur, drei Bäume | Direkt Bild zu diesem Denkmal hochladen |